# Иван Валант
Иван Валант (1909—1999) је бивши југословенски бициклистички репрезентативац, специјалиста за друмски бициклизам. Био је члан Бициклистичког клуба Грегорич из Јесеница.
Учествовао је на Летњим олимпијским играма 1936. у Берлину и такмичио се поједниначно и екипно у друмској трци. Екипа се такмичила у саставу: Аугуст Просеник, Фрањо Гартнер, Иван Валант и Јосип Покупец. Трку је завршио у обе дисциплине, са непознатим временом.
Од већих успеха, издваја се друго место на Трци кроз Југославију 1947. која је била дуга 463 км у три етапе. Валант је постигао време 15:20:036,30 сати.